# هاري سينغ
الماهاراجا والسير هاري سينغ (Hari Singh) (23 سبتمبر 1895 – 26) هو ابن عمار سينغ وبهوتالي شيب. بعد وفاة عمه، في عام 1923، أصبح سينغ المهراجا الجديد  للولاية الأميرية لجامو وكشمير. بعد استقلال الهند عام 1947، أراد سينغ بقاء جامو وكشمير كمملكة مستقلة. كان مطلوبًا منه الانضمام إلى اتحاد الهند  للحصول على دعم القوات الهندية ضد غزو رجال القبائل المسلحين والجيش الباكستاني إلى ولايته.
ظل سينغ المهراجا الفخري للدولة حتى عام 1952، عندما ألغت الحكومة الهندية النظام الملكي. بعد أن أمضى أيامه الأخيرة في مومباي، توفي في 26 أبريل 1961.
كان سينغ أيضًا شخصية مثيرة للجدل بسبب تورطه في فضيحة ابتزاز من قبل عاهرة في باريس عام 9211، والتحريض في كشمير ضد حكومته عام 1931، والتمرد ضده في بونش عام 1947.